# Lobolibethra ignava
Lobolibethra ignava är en insektsart som först beskrevs av John Obadiah Westwood 1859.  Lobolibethra ignava ingår i släktet Lobolibethra och familjen Diapheromeridae. Inga underarter finns listade i Catalogue of Life.